# Скотт, Джон Уолтер
Джон Уолтер Скотт (англ. John Walter Scott; 1845—1919) — англичанин по происхождению, первый крупный американский филателистический дилер, первый издатель каталога «Скотт».

## Биография и вклад в филателию
Джон Уолтер Скотт начал коллекционировать марки мальчиком ещё в Англии. В 17 лет переехал в США, привёз туда свою коллекцию и организовал магазин марок на нью-йоркском открытом рынке.
Пытался заняться золотоискательством в Калифорнии, но через два года вернулся в Нью-Йорк, где снова занялся марочным бизнесом. Был вовлечён в фальсификацию марок.
Продал свой бизнес в 1885 году, но снова вернулся к нему в 1889 году, что привело к судебному разбирательству в связи с использованием им бренда «Скотт», в результате которого Верховный суд США, в конце концов, вынес решение в его пользу, постановив, что человек не может продавать своё имя.

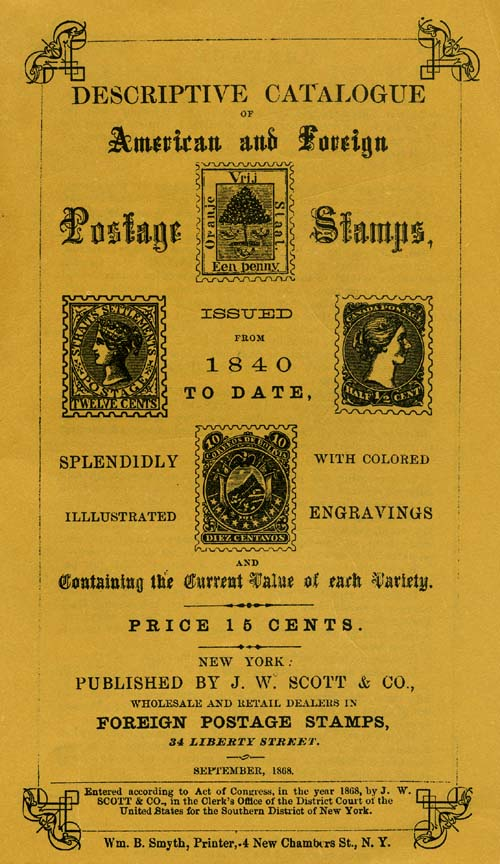
Обложка первого каталога «Скотт» (1868)

### Каталог почтовых марок
В сентябре 1868 года Скотт впервые издал свой каталог почтовых марок. Первое издание этого каталога представляло собой 21-страничную брошюру под названием «Описательный каталог американских и иностранных почтовых марок, выпущенных с 1840 года по настоящее время, прекрасно иллюстрированный цветными гравюрами и содержащий текущую стоимость каждой разновидности» («Descriptive Catalogue of American and Foreign Postage Stamps, Issued from 1840 to Date, Splendidly Illustrated with Colored Engravings and Containing the Current Value of each Variety»).
Каталог «Скотт» продолжал издаваться даже после того, как компания Скотта перестала торговать марками. В настоящее время этот каталог считается одним из наиболее авторитетных филателистических каталогов мира.

### Филателистические аукционы
Скотт был инициативным предпринимателем. 28 мая 1870 года он провёл в Нью-Йорке первый в истории аукцион по продаже почтовых марок. Аукцион оказался успешным, и Скотт стал организовывать и проводить аукционы в США и в Европе. В 1882 году он впервые выпустил аукционный каталог с полноцветными изображениями выставленных на торги почтовых марок.

### Филателистическая деятельность
Скотт принимал активное участие в организиции филателистических выставок и в пропаганде филателии в целом. Он был одним из учредителей Клуба коллекционеров Нью-Йорка (1896) и вёл активную работу в Американском филателистическом обществе, президентом которого он был в 1917—1919 годах.

## Память и наследие
Дж. Скотт удостоен чести быть включённым в Зал славы Американского филателистического общества в 1941 году.
Наследие Джона Скотта в филателии продолжил его сын, Уолтер Стоун Скотт.
Пока продолжает издаваться и развиваться каталог «Скотт», которым пользуются американские филателисты и коллекционеры всего мира, имя Скотта вряд ли будет забыто.